# Ordre de préséance en Espagne
En Espagne, l'ordre de préséance dans les actes officiels est régi par le décret royal 2099/1983 et ses modifications successives.
Selon celui-ci, les actes officiels sont classés en actes généraux et en actes spéciaux. Les premiers sont ceux organisés « par la Couronne, le gouvernement ou l'administration de l'État, les communautés autonomes ou les sociétés locales, à l'occasion de commémorations ou d'événements nationaux, autonomes, provinciaux ou locaux » ; les actes spéciaux sont « ceux organisés par certaines institutions, organismes ou autorités, à l'occasion de commémorations ou d'événements dans le cadre spécifique de leurs services, fonctions et activités respectifs ». Dans ces actes officiels, les autorités peuvent être classées selon trois rangs :
- individuel ou personnel, en raison de leur position ;
- départemental, faisant référence aux ministères ;
- collégial, faisant référence à l'ordre entre les institutions et les sociétés.

De même, il existe un ordre de préséance différent dans les actes officiels à caractère général organisés par la Couronne, le gouvernement ou l'administration de l'État selon qu'ils se déroulent dans la ville de Madrid, « en sa qualité de capitale de l'État et de siège des institutions générales », ou dans une communauté autonome. Dans le premier cas, Madrid n'est pas considérée comme faisant partie de la communauté autonome de Madrid. 

## Ordre de préséance
Dans les deux cas, l'ordre établi pour les premières places est le suivant, selon le rang individuel :
1. le roi ou la reine ;
2. la reine consort ou le consort de la reine ;
3. le prince ou la princesse des Asturies ;
4. les infants d'Espagne, par ordre de succession, ou par âge s'ils ne sont pas dynastes ;
5. le président du gouvernement ;
6. le président du Congrès des députés ;
7. le président du Sénat ;
8. le président du Tribunal constitutionnel ;
9. le président du Conseil général du pouvoir judiciaire et du Tribunal suprême.

Dans la formulation originale du décret royal, la 10e position, à Madrid et en dehors de la ville, était pour les vice-présidents du gouvernement selon leur ordre. Toutefois, un arrêt du Tribunal suprême de 1986 a interverti, pour les actes tenus sur le territoire d'une communauté autonome, la position des vice-présidents (de 10e à 11e) avec celle du président de la communauté autonome où l'acte est tenu (de 11e à 10e).
Dans le cas des événements ayant lieu dans la ville de Madrid, le même arrêt a placé les présidents des communautés autonomes devant les anciens présidents du gouvernement. De même, le placement du rang collégial dépend du lieu où l'événement se déroule. Les premières places vont au gouvernement espagnol puis à la représentation diplomatique en Espagne. Dans le cas d'événements organisés dans une communauté autonome, la place suivante revient à son conseil de gouvernement, ce qui, dans le cas de la ville de Madrid, correspondrait au bureau du Congrès (qui occuperait la 4e place dans une communauté autonome).
Quant au rang départemental, les ministères sont classés en fonction de leur date de création. Ainsi, le plus ancien serait le ministère des Affaires étrangères, créé par Philippe V le 11 juillet 1705. L'ordre des ministres, secrétaires d'État, sous-secrétaires et directeurs généraux dépend du gouvernement en vigueur.
L'article 13 du décret royal 2099/1983 établit que les présidents et conseillers des gouvernements autonomes et les présidents des Parlements autonomes sont classés en fonction de la date de publication de leurs statuts d'autonomie respectifs,. En cas de chevauchement des dates, ils sont placés en fonction de la date de leur nomination.
| Date de publication au BOE | Communautés autonomes                                                     |
| -------------------------- | ------------------------------------------------------------------------- |
| 22 décembre 1979           | Pays basque et Catalogne                                                  |
| 28 avril 1981              | Galice                                                                    |
| 11 janvier 1982            | Andalousie, Asturies et Cantabrie                                         |
| 19 juin 1982               | Région de Murcie et La Rioja                                              |
| 18 juillet 1982            | Communauté valencienne                                                    |
| 16 août 1982               | Aragon, Castille-La Manche, îles Canaries et communauté forale de Navarre |
| 26 février 1983            | Estrémadure                                                               |
| 1er mars 1983              | Îles Baléares et communauté de Madrid                                     |
| 2 mars 1983                | Castille-et-León                                                          |
| 14 mars 1995               | Ceuta et Melilla                                                          |